# 藤原真川
藤原 真川（ふじわら の まかわ）は、平安時代初期の貴族。藤原南家乙麻呂流、大納言・藤原雄友の長男。官位は従四位下・宮内大輔。

## 経歴
従五位下に叙爵後、延暦25年（806年）尾張守に任ぜられる。
弘仁元年（810年）薬子の変終結後に左衛士佐に任ぜられる。間もなく安芸守として地方官に転じ、弘仁3年（812年）甲斐守と嵯峨朝初頭に地方官を歴任する。同年3月に空海から密教の教典写経と布教の依頼を受け、空海の弟子が派遣されている。弘仁11年（820年）従五位上に叙せられる。また時期は不明ながら、阿波守・宮内大輔も務めた。
その後、天長8年（831年）正五位下、承和元年（834年）従四位下と淳和朝末から仁明朝初頭に昇進している。承和3年（836年）4月15日卒去。最終官位は散位従四位下。

## 官歴
注記のないものは『六国史』による。
- 時期不詳：従五位下
- 延暦25年（806年） 正月28日：尾張守
- 弘仁元年（810年） 9月27日：左衛士佐。10月2日：安芸守
- 弘仁3年（812年） 正月12日：甲斐守
- 弘仁11年（820年） 正月7日：従五位上
- 時期不詳：阿波守。宮内大輔[1]
- 天長8年（831年） 正月4日：正五位下
- 承和元年（834年） 正月7日：従四位下
- 承和3年（836年） 4月15日：卒去（散位従四位下）